# Trận Thăng Long
Trận Thăng Long là trận chiến lớn của Quang Trung trong chiến dịch Bắc Tiến của ông chống lại sự can thiệp của Đại Thanh ở phía bắc Đại Việt. Nó đánh dấu sự kiện mà ngày nay người Việt gọi là Chiến thắng Kỷ Dậu (1789) hoặc Vua Quang Trung đại phá quân Thanh.

## Tiền đề
Mất Ngọc Hồi, quân Thanh trở nên rối loạn các chỉ huy mất tinh thần. Trong lúc đó, quân Tây Sơn vẫn tiến nhanh về Thăng Long.

## Diễn biến
Trước Trận Ngọc Hồi, Quang Trung cho một nhóm quân lên nghi binh tại Yên Duyên. Khi Ngọc Hồi mất, quân Thanh chạy về thấy lại quay sang đi tắt về Vịnh Kiều. Một đội quân trong đó có cả tượng binh của Tây Sơn chờ sẵn và buộc nhóm quân chạy phải rút vào một cái đầm gọi là Đầm mực (thuộc Thanh Trì, Hà Nội) rồi bị Tây Sơn cho Tượng binh tấn công và tiêu diệt toàn bộ.
Cánh quân do Quang Trung chỉ huy và Đô Đốc Long chỉ huy cùng tiến thẳng về hướng THĂNG LONG
Cùng lúc ấy, chủ tướng Tôn Sĩ Nghị của quân Thanh nghe tin báo Tây Sơn vào thành hoảng loạn bỏ chạy. việc làm này của ông làm cho binh sĩ mất tinh thần bỏ hàng ngũ chạy theo, họ tranh sang một cây cầu ở sông Nhị Hà làm cầu gãy số tử vong rất nhiều. Lê Chiêu Thống cùng Hoàng Thái Hậu nhà Lê cũng chạy trốn theo.